# Hannelore Gadatsch
Hannelore Gadatsch (* 1. Mai 1941 in Berlin als Hannelore Rosentreter; † 11. März 2024 in Baden-Baden) war eine deutsche Fernsehjournalistin und -moderatorin.

## Leben
Nach einem Volontariat beim SFB studierte sie Rechtswissenschaften und Volkswirtschaft an der FU Berlin. Ab 1963 arbeitete Gadatsch beim Saarländischen Rundfunk als Moderatorin und freie Reporterin für Politik und Wirtschaft.
Im Mai 1966 wechselte sie zum Südwestfunk, wo sie ab 1977 Redaktionsmitglied von Report Baden-Baden war. Für einen Report-Beitrag über einen ärztlichen Kunstfehler wurde Gadatsch 1978 mit dem Deutschen Sozialpreis ausgezeichnet. 1983 erhielt sie den Medienpreis Entwicklungspolitik für einen Report-Bericht über die Dürrekatastrophe in Äthiopien, 1986 denselben Preis erneut für einen Beitrag über Zwangsumsiedelungen in Äthiopien. 1984 und 1985 moderierte Gadatsch die tagesthemen, von 1988 an Schwerpunktsendungen bei 1 Plus. 1992 wurde sie Beauftragte des SWF für den neu gegründeten Sender ARTE. Für ihre SWF-Dokumentation Was Menschen Menschen antun – Über die Behandlung von Folteropfern in Berlin und Kopenhagen erhielt Gadatsch 1994 erneut den Deutschen Sozialpreis. 1997 berichtete das togoische Oppositionsblatt Le Regard, dass Gadatsch vor dem Europäischen Parlament sich für die Regierung Eyadema eingesetzt habe und daraufhin den togoischen Ordre du Mono erhalten habe. Gadatsch antwortete im selben Blatt knapp 2 Monate später, dass ausländische Journalisten eben großzügig behandelt würden und ihr Einsatz vor dem Europäischen Parlament im Interesse des togoischen Volkes gelegen habe. 1998 unterlag sie bei den Intendantenwahlen beim SFB zusammen mit vier weiteren Mitbewerbern gegen Horst Schättle.

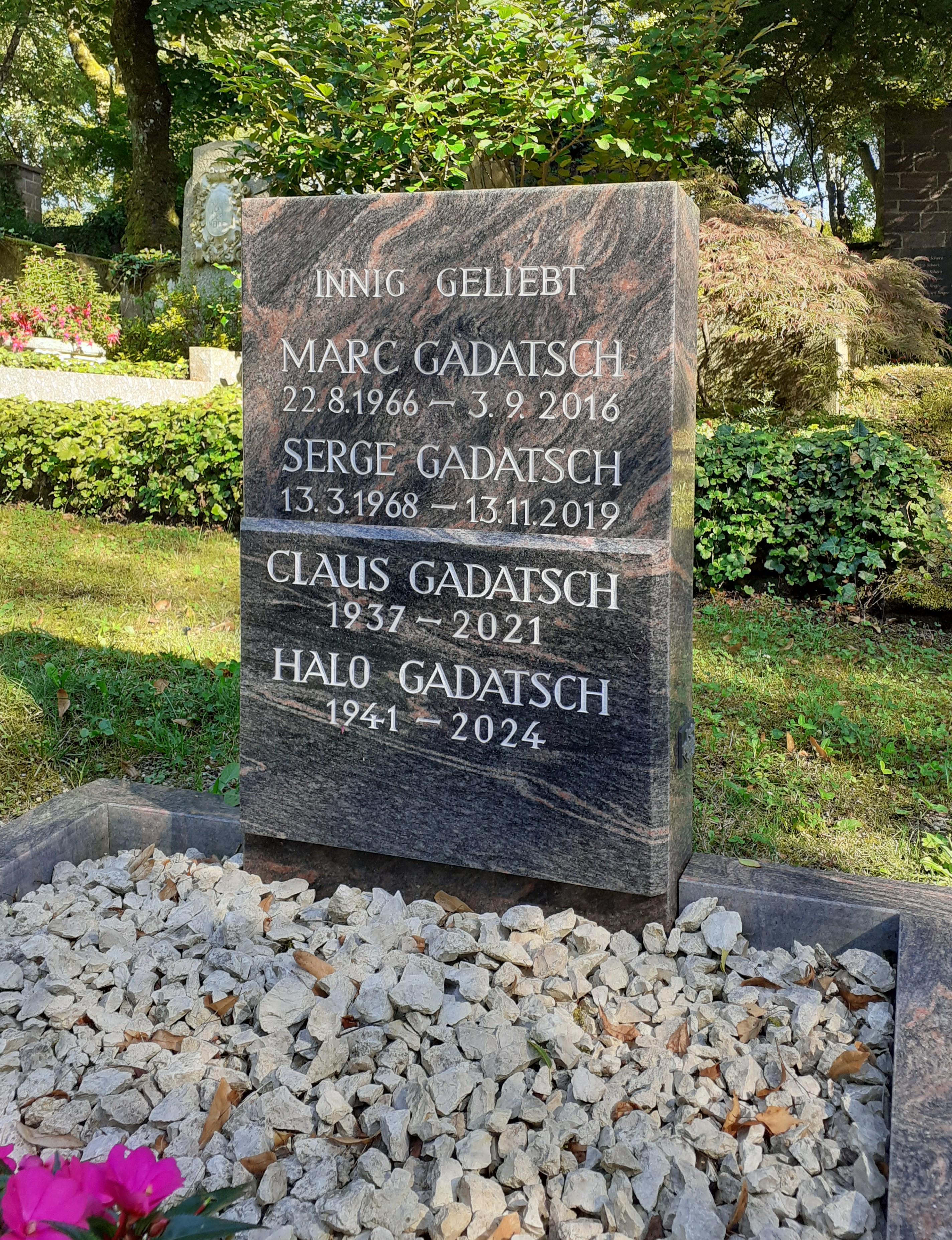
Grab der Familie Gadatsch auf dem Hauptfriedhof Baden-Baden

Gadatsch gehörte dem Beirat des Behandlungszentrums für Folteropfer Berlin an. Sie war mit dem Journalisten Claus-Jürgen Gadatsch (1937–2021) verheiratet und hatte zwei Söhne (1966–2016, 1968–2019).